# Dropline GNOME
dropline GNOME es una versión del escritorio GNOME destinada para utilizarse en la distribución Linux Slackware. Como Slackware no incluye GNOME desde el año 2005, dropline GNOME es una opción para los usuarios de Slackware que quieran instalar GNOME como su escritorio. La última versión estable es dropline GNOME 2.26.3 que fue lanzado el 8 de agosto de 2009. Actualmente el equipo de desarrollo está trabajando para el lanzamiento de dropline GNOME 2.28.

## Historia
Debido a problemas de desarrollo, las versiones de GNOME incluidas con Slackware eran inferiores a las versiones del resto de las distribuciones, hasta que fue eliminada de la distribución. dropline GNOME fue creada para explicar y solucionar esos defectos y para rellenar el hueco que esa decisión había creado.
Todd Kulesza, el fundador de dropline GNOME, se ha retirado de su desarrollo. Y como sucede con los proyectos de código abierto, dropline GNOME es mantenido y desarrollado ahora por un pequeño grupo de voluntarios de todas las partes del mundo que construyen diferentes partes del sistema.

## Sistema de instalación
El método principal y preferido para la instalación de dropline GNOME es la utilización del instalador de dropline el cual se instala como paquete. Una vez instalado, el usuario ejecuta el instalador, selecciona los paquetes de su preferencia, y el instalador descarga e instala el resto de dropline GNOME. El instalador es similar en apariencia a la herramienta pkgtool de Slackware, el cual es un instalador basado en texto y manejado a través de un sistema de menús. Una vez seleccionadas los paquetes deseados de dropline GNOME, el instalador descarga los paquetes, los verifica, y entonces lo instala. Para evitar el riesgo de contaminar el inventario del sistema de paquetes o hacer trabajos que hace el instalador de Slackware, el instalador de dropline invoca a la utilidad upgradepkg de Slackware para hacer correcta la instalación del paquete.
Una instalación alternativa es la utilización del CD de la ISO de dropline GNOME, que contiene el paquete del instalador y todos los otros paquetes binarios de dropline GNOME, alivianando la necesidad de la descarga individual de los paquetes desde Internet e instalada por la aplicación. Esta característica reduce el tiempo de instalación para usuarios con conexiones lentas de Internet y facilita la instalación sobre computadoras sin red o en muchas computadoras.

## Periodicidad de lanzamientos
Cada lanzamiento menor de GNOME (segundo número de la versión) resulta en un nuevo instalador y un nuevo grupo de paquetes que son lanzados una vez que han sido probados y pulidos según la satisfacción de los desarrolladores. Sin embargo, los microlanzamientos de GNOME (tercer número de la versión, como por ejemplo de 2.16.1 a 2.16.2) son siempre distribuidos en dorma individual a través de la actualización de paquetes, y no requieren el reemplazo del paquete de instalación de dropline. Para garantizar que los usuarios no se queden atrás en las actualizaciones de paquetes, dropline incluye un panel applet de Gnome para notificar a los usuarios cuando están disponibles los nuevos paquetes para descargar e instalar.

## Críticas
dropline GNOME ha tenido críticas, incluyendo al creador de Slackware Patrick Volkerding, por el agregado de PAM al sistema, y por reemplazar grandes cantidades de archivos, incluyendo en el sistema X11. Por otra parte, el equipo de dropline GNOME ha descontinuado su reconstrucción de X11 desde la versión 2.16.1. Usan la mayor cantidad posible de paquetes oficiales de Slackware, y publican una lista de paquetes conflictivos para cada sistema/lanzamiento Slackware.